# Березовское муниципальное образование (Иркутская область)
Березовское муниципальное образование — муниципальное образование со статусом сельского поселения в 
Тайшетском районе Иркутской области России. Административный центр — посёлок Березовка.

## Демография
По результатам Всероссийской переписи населения 2010 года 
численность населения муниципального образования составила 1203 человека, в том числе 570 мужчин и 633 женщины.

## Населённые пункты
В состав муниципального образования входят населённые пункты:
- Березовка
- Байроновка
- Новый Акульшет
- Серафимовка[2]